# Mocio

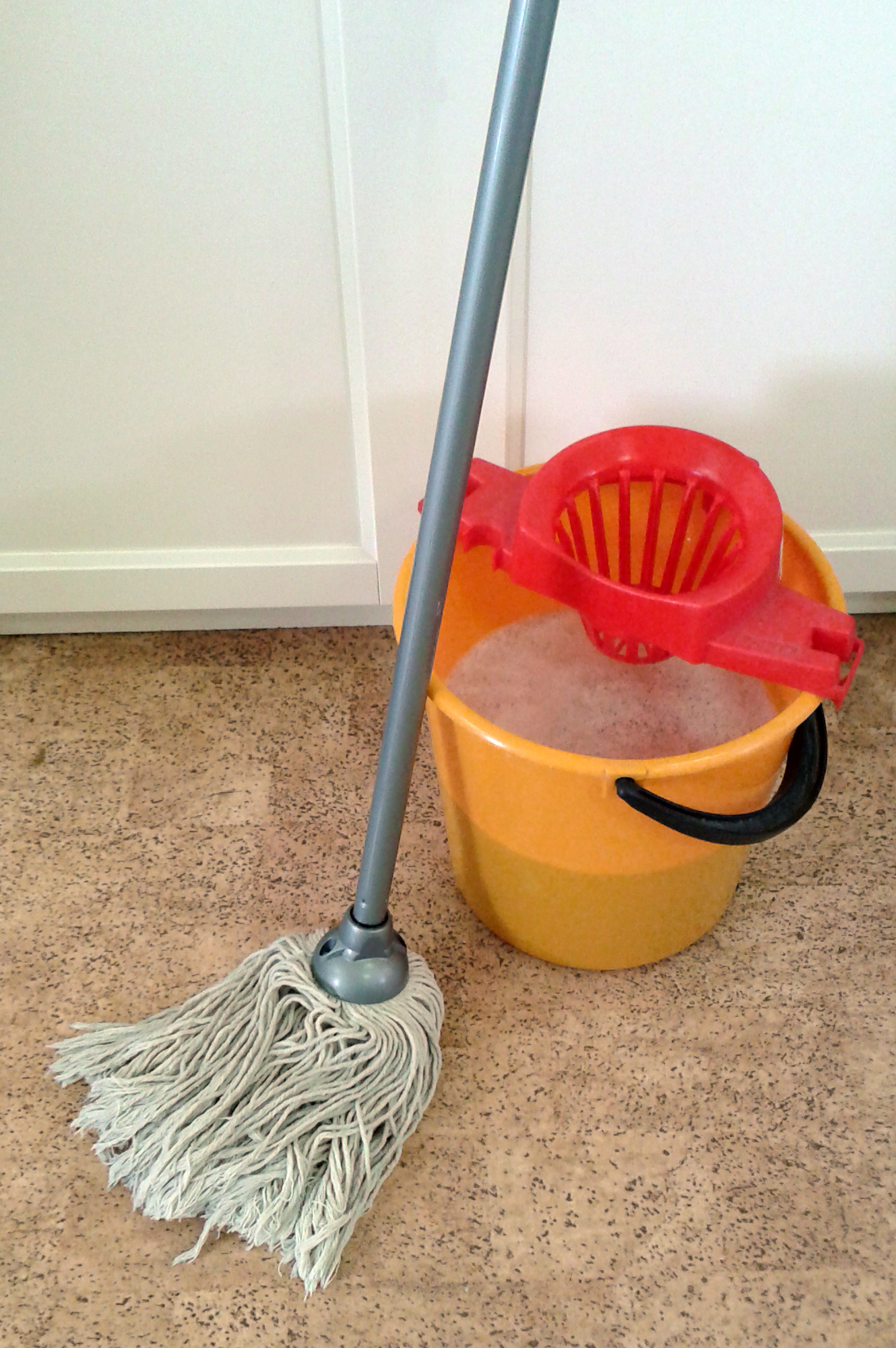
Esempio di mocio e relativo secchio con strizzatoio.

Il mocio (AFI: /ˈmɔʧo/; plurale moci) è uno strumento utilizzato per pulire superfici dure (pavimenti, piastrelle, ecc.), costituito da una testa, alla quale sono attaccate delle strisce di tessuto, collegata a un manico.

## Descrizione
È generalmente utilizzato assieme ad un apposito secchio, riempito con acqua e detergente (o altri prodotti per la pulizia), dove è bagnato per immersione e strizzato.
È un'alternativa al lavaggio delle superfici con panno.

## Storia

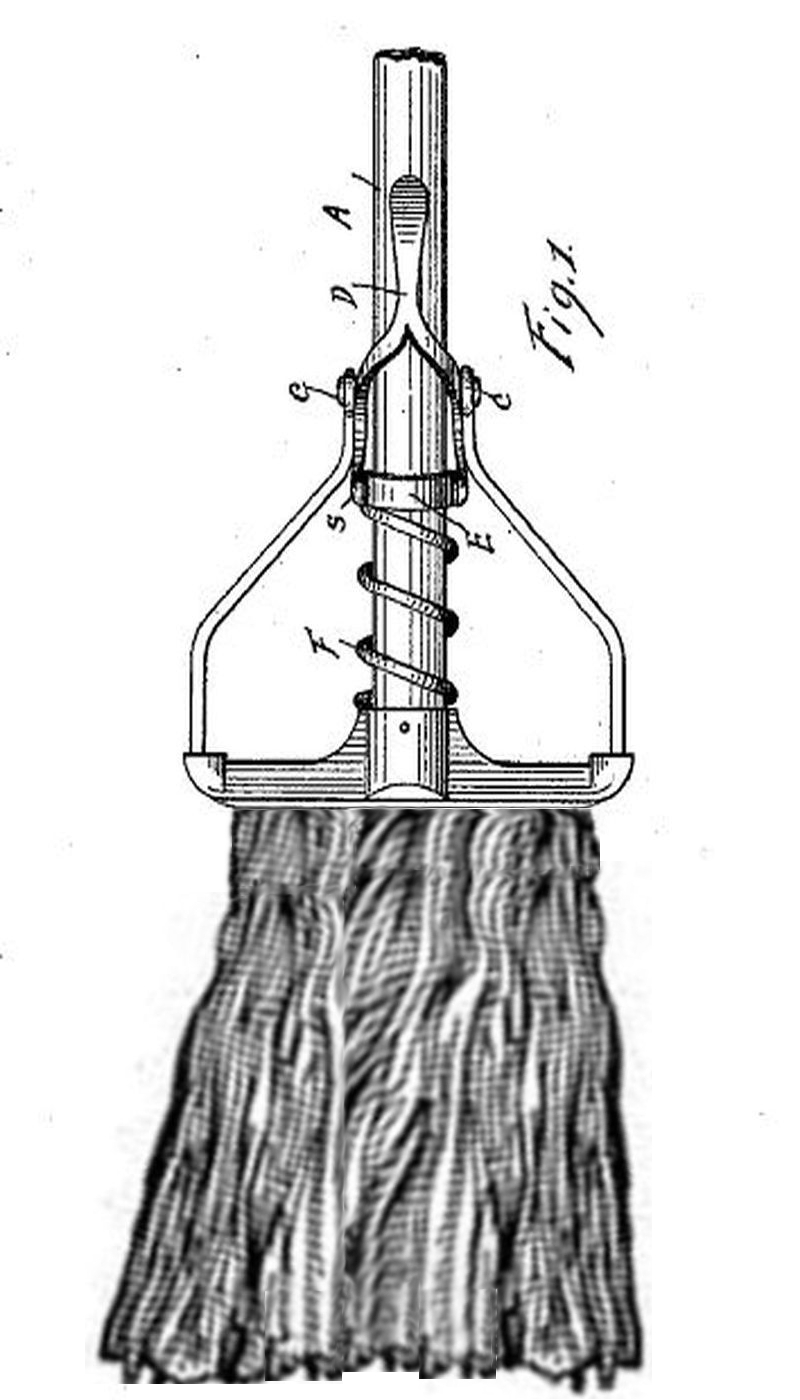
Mocio da T. W. Stewart - 1893

Inventato negli Stati Uniti d'America da Eddy Key, che lo brevettò nel 1837, fu perfezionato nel 1956 dallo spagnolo Manuel Jalón Corominas. Il termine "mocio" è l'italianizzazione della parola spagnola mocho.

## Tipologie
In commercio esistono diversi tipi di mocio che sono largamente usati per uso domestico e nelle pulizie industriali. Le varianti di mocio più comuni sono:
- mocio con bastone telescopico: con bastone regolabile in modo da adattarsi all'altezza dell'utilizzatore;[2]
- mocio con testa snodabile: utile per accedere a punti altrimenti difficili da raggiungere, come sotto letti o altri mobili;[2]
- mocio rotante: la sua asciugatura avviene poggiandolo su un apposito secchio e azionando un pedale che attiva la rotazione veloce del mocio, per permetterne così l'asciugatura[2] (allontanando l'acqua attraverso la forza centrifuga data dalla rotazione del mocio).

Per quanto riguarda le strisce di tessuto nella testa del mocio, queste possono essere fabbricate con vari tipi di materiali, come ad esempio: viscosa, microfibra, cotone o poliestere. Ogni tipo di materiale può essere più o meno adatto al tipo di superficie da lavare. Ad esempio il mocio in microfibra è suggerito per pavimenti in legno, mentre il mocio in cotone è suggerito per pavimenti in gres.

## Radazza
La radazza (anche redazza o retazza) era un tipo di scopa a una cui estremità erano legate filacce di canapa o cotone, atta a lavare e ad asciugare i ponti delle navi. All'epoca della marineria velica i ponti tendevano a sporcarsi, anche per la pece o il catrame che fuoriusciva dai comenti calafatati nei periodi di maggiore calura o che sgocciolava dalle manovre aeree su cui esso veniva posto per impermeabilizzarle, evitando l'azione abrasiva del vento salino e della stessa acqua di mare.
I ponti erano dapprima strofinati con pietra pomice e poi strofinati vigorosamente con le radazze. Non si impiegava alcun detersivo e si usava solo l'acqua di mare. Dopo essere stati asciugati, sui ponti veniva sparso un velo di sabbia marina per impedire che i marinai (che in genere non usavano calzature) scivolassero nel corso delle loro attività, normalmente eseguite con la necessaria disciplinata rapidità. 
Le radazze attuali sono costituite da un panno con frange, lungo circa 80 centimetri, e un manico simile a quello di una scopa, ma snodato alla base; vengono utilizzate non bagnate per raccogliere polvere e sporco dalle grandi superfici.